# Nádrh
Pojmem nádrh dnes rozumíme dílenský výškoměr, který se používá k měření výšky od základní roviny. Základní rovinu tvoří obvykle příměrná deska, ale může to být i přesně obrobená rovinná plocha stolu obráběcího stroje nebo přípravku.

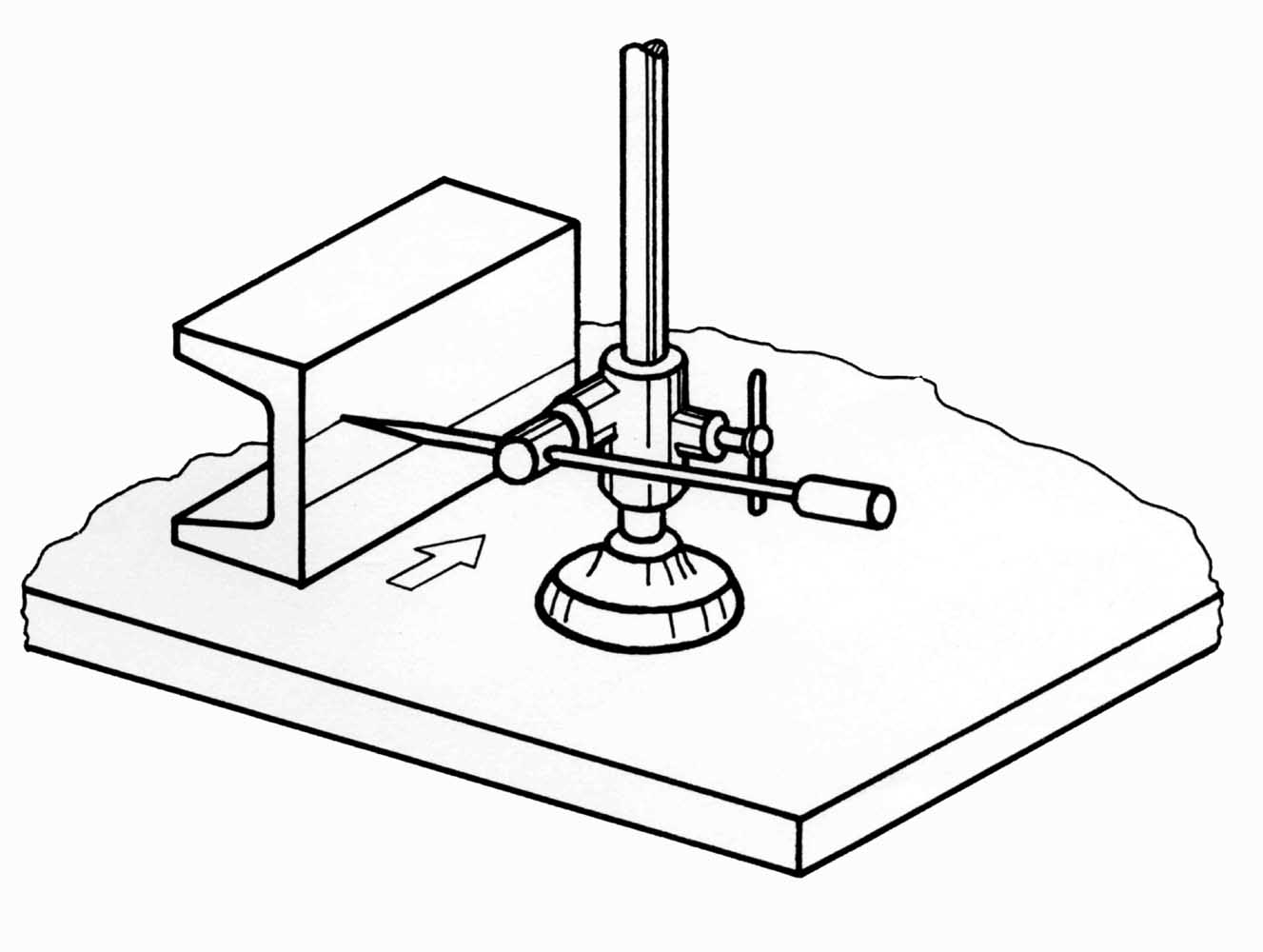
Původní nádrh sloužící k rýsování rovnoběžek se základnou

## Historie
Původně se nádrh používal jako pomůcka k rýsování (nadrhnutí) rovnoběžek se základní rovinou. Byla to v podstatě rýsovací jehla upevněná stavitelně na stojanu s přesnou základnou. Výška jehly se nastavovala podle přistaveného měřítka. 
Později se začal používat stojan s jezdcem, který se dále vybavil noniem podobně jako u posuvného měřítka. Jehlu nahradil plochý hrot (břit) obvykle s tvrdokovovem, jehož spodní plocha sloužila k odměřování výšky. Hrot se upevňoval na jezdce stavitelně, aby se dal při výměně vynulovat podle měřítka. 
Dále se u nádrhů začalo uplatňovat digitální odměřování vzdálenosti spojené se zpracováním dat (paměť, aritmetické operace). Některé druhy nádrhů jsou vybaveny výměnným hrotem tak, že místo hrotu je možno nasadit senzorický dotek, což usnadňuje proměřování například kruhových otvorů.

## Standardní provedení
- rýsovací nádrh s jehlou - ČSN 25 5314
- výškoměr analogový - ČSN 25 1295 DIN 862
- výškoměr digitální - ČSN 25 1295.1 DIN 862

## Použití
Při orýsování obrobku buď objíždíme nádrhem díl ustavený a zajištěný na příměrné desce, nebo jednou rukou přidržujeme nádrh a druhou objíždíme malým dílem okolo hrotu nádrhu. 
Při měření výšky jednou rukou přidržujeme základnu nádrhu a druhou sjíždíme hrotem na obrobek, jehož poloha musí být vzhledem k desce zafixována. Při měření je třeba pravidelně kontrolovat čistotu základny i desky.

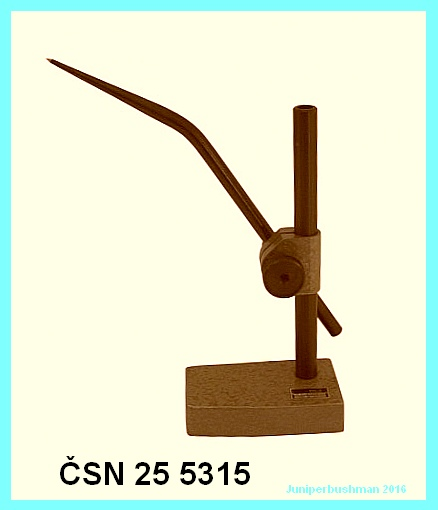
Normalizovaný rýsovací nádrh dle ČSN 25 5314
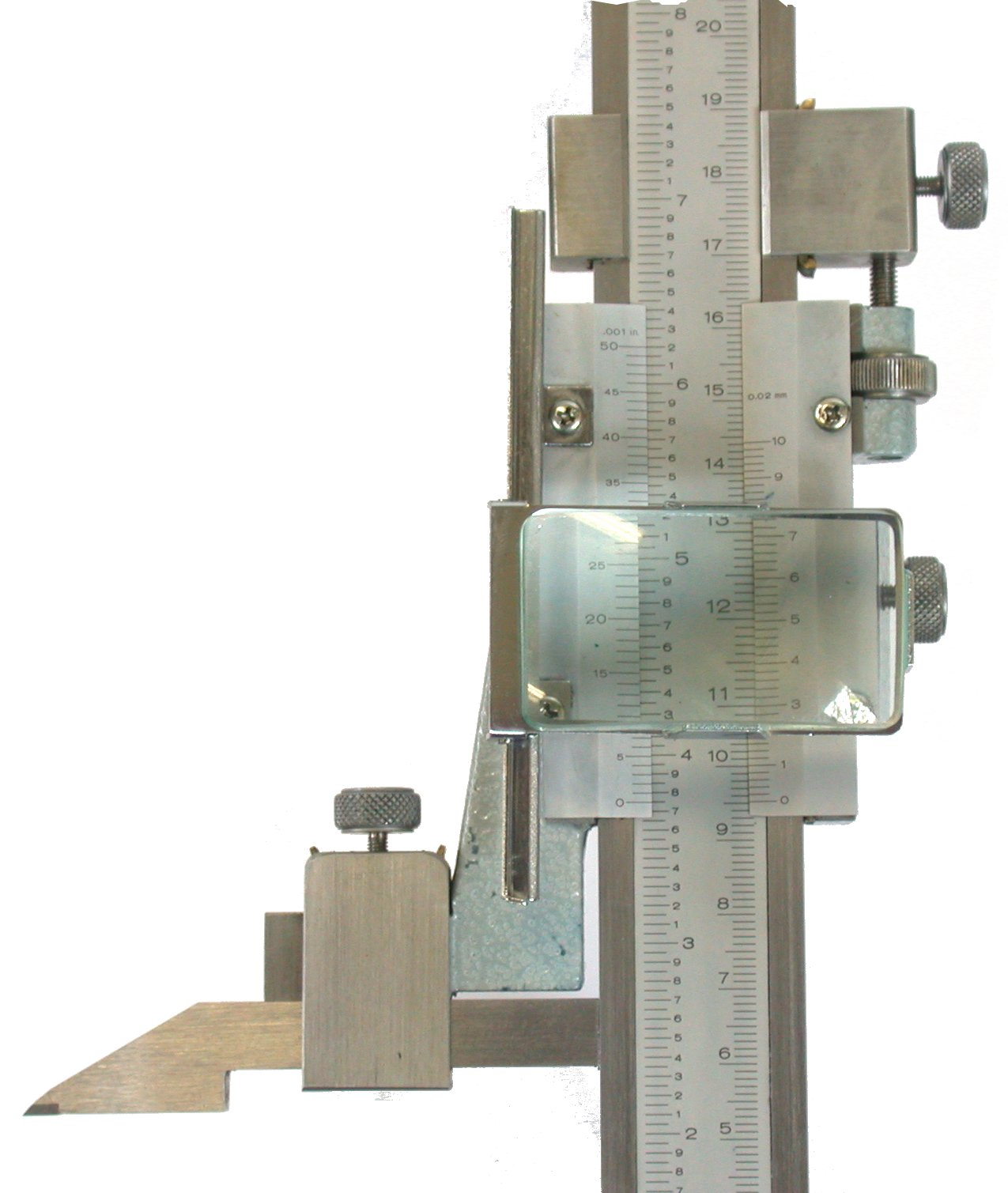
Hlavice analogováho nádrhu
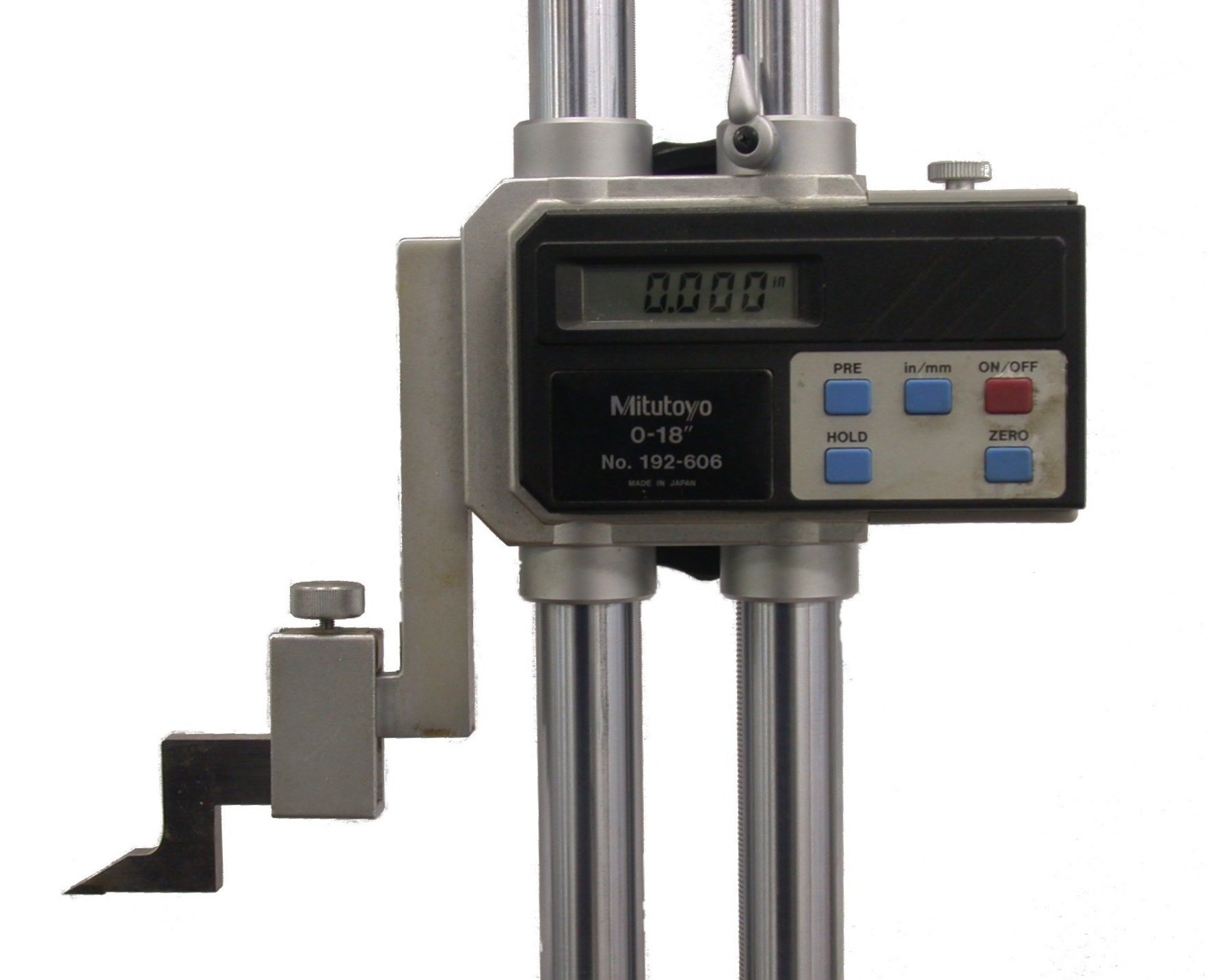
Hlavice digitálního nádrhu